# Roman Heart
Roman Heart (né le 11 avril 1986 à Seattle, dans l'État de Washington, et mort le 12 septembre 2019,) est un acteur de films pornographiques américain qui est apparu dans des films homosexuels.

## Biographie
Roman Heart a commencé sa carrière pornographique à l'âge de dix huit ans à Studio 2000. Il employa Linc Madison comme nom de scène pour sa première apparition. Après le film Flesh, il signe un contrat d'exclusivité avec une grande société de vidéo pornographique gay, Falcon Entertainment. Depuis, il ne travaille plus que dans des films de ce studio dans sa division « Jocks ».
Heart joue souvent le rôle passif dans les scènes sexuelles, entre autres avec la vedette Brent Everett (dans Super Soaked). C'est l'un des nouveaux-venus les plus populaires dans la pornographie gay en 2005, ce qui est surtout dû à son corps doux, bronzé et musclé, et à la beauté de son visage.
Le réalisateur Chi Chi LaRue lui a accordé plusieurs rôles importants dans ses films. Il apparaît sur la couverture de la production à gros budget de 2005 Cross Country pour Falcon Studios. De plus, il a été élu par Freshmen magazine  le « Freshman de l'année » en 2005.
En 2007, il devient l'égérie du photographe Andrew Christian et pose pour le catalogue « Swimwear ».
Il a vécu plus d'un an avec un autre acteur pornographique, Benjamin Bradley.

## Vidéographie
- 2004 : Flesh (Studio 2000) - sous le nom de Linc Madison
- 2005 : Super Soaked (Jocks) - réalisé par Chi Chi LaRue
- 2005 : Heaven to Hell (Falcon Studios) - réalisé par Chi Chi LaRue
- 2005 : Getting it in the End (Jocks)
- 2005 : Cross Country (Falcon Studios)
- 2005 : Cross Country 2 (Falcon Studios)
- 2005 : Driver (Jocks)
- 2006 : Beefcake (Falcon Studios)
- 2006 : Big Dick Club (Falcon Studios)
- 2006 : The Velvet Mafia Part 1 & Part 2 (Falcon Studios)
- 2006 : Dripping Wet (Falcon Studios)
- 2006 : Riding Hard (Falcon Studios)
- 2006 : Beefcake (Falcon Studios)
- 2007 : Basic Plumbing 3 (Falcon Studios)
- 2007 : Ivy League (Falcon Studios)
- 2007 : Rush And Release  (Falcon Studios)
- 2008 : Hustle And Cruise (Falcon Studios)
- 2008 : Malibu Heat (Falcon Studios)
- 2008 : Winter Heat (Falcon Studios)
- 2008 : Best Men: The Bachelor Party (Falcon Studios)
- 2008 : Overtime (Falcon Studios)
- 2008 : Roman's Holiday (Falcon Studios)
- 2009 : Burning desires (Falcon Studios)

## Récompenses
- GayVN Newcomer of the Year 2006[5]
- Grabby Newcomer of the Year 2006[6]
- Freshmen Magazine Freshman of the Year 2005